# Satalkheri
Satalkheri è una suddivisione dell'India, classificata come census town, di 14.965 abitanti, situata nel distretto di Kota, nello stato federato del Rajasthan. In base al numero di abitanti la città rientra nella classe IV (da 10.000 a 19.999 persone).

## Geografia fisica
La città è situata a 24° 40' 02 N e 75° 59' 41 E.

## Società

### Evoluzione demografica
Al censimento del 2001 la popolazione di Satalkheri assommava a 14.965 persone, delle quali 7.997 maschi e 6.968 femmine. I bambini di età inferiore o uguale ai sei anni assommavano a 3.103, dei quali 1.562 maschi e 1.541 femmine. Infine, coloro che erano in grado di saper almeno leggere e scrivere erano 7.330, dei quali 5.012 maschi e 2.318 femmine.